# União Socialista Árabe (Egito)
A União Socialista Árabe (em árabe: الاتحاد الاشتراكي العربي, al-Ittiḥād al-Ištirākī al-ʿArabī), fundada por Gamal Abdel Nasser em dezembro de 1962, foi o partido dominante em toda a era nasserista da política do Egito e também durante o breve período de existência da República Árabe Unida entre 1958 e 1961.
Após a morte de Nasser, seu sucessor Anwar Al-Sadat liderou o partido durante boa parte da década de 1970, porém diante do avanço de dissidências internas que culminaram no esfacelamento do sistema de partido único com a formação de novos partidos políticos, a ASU acabou sendo dissolvida em 2 de outubro de 1978 e seus filiados passaram a integrar o Partido Nacional Democrático (NDP).

## Ideologia e organização
Apesar de o Egito na época possuir relações próximas a União Soviética e o Bloco do Leste, tendo se mostrado favorável a Revolução Cubana assim como a República Popular da China e a República Popular Democrática da Coreia em suas respectivas causas no âmbito internacional, o partido reprimiu duramente os comunistas no campo político nacional assim como outras formas de oposição.

## Resultados eleitorais

### Eleições presidenciais
| Eleição | Candidato          | Votos válidos | %      | Situação |
| ------- | ------------------ | ------------- | ------ | -------- |
| 1956    | Gamal Abdel Nasser | 5 499 555     | 100%   | Eleito   |
| 1958    | Gamal Abdel Nasser | 6 102 128     | 100%   | Eleito   |
| 1965    | Gamal Abdel Nasser | 6 950 098     | 100%   | Eleito   |
| 1970    | Anwar Al-Sadat     | 6 432 587     | 90%    | Eleito   |
| 1976    | Anwar Al-Sadat     | 9 145 683     | 99,94% | Eleito   |

### Eleições parlamentares
| Data | Votos     | %   | Deputados | +/- | Status  |
| ---- | --------- | --- | --------- | --- | ------- |
| 1964 | N/A       | 100 | 350 / 350 | 350 | Governo |
| 1969 | 6 368 511 | 100 | 350 / 350 | 0   | Governo |
| 1971 | N/A       | 100 | 350 / 360 | 0   | Governo |
| 1976 | 3 803 973 | 100 | 360 / 360 | 10  | Governo |